# Luis Advis
Luis Advis ou Luis de  Vitaglich (né le 10 février 1935 à Iquique et décédé le 9 septembre 2005) est un professeur de philosophie et compositeur chilien.

## Biographie
Advis est diplômé de l'Université du Chili et occupe plusieurs postes dans plusieurs établissements du pays. Bien que n'ayant pas fait d'étude au Conservatoire, il suit l'enseignement de Alberto Spikin pour le piano et de Gustavo Becerra-Schmidt. Il ne cache pas son admiration pour la musique populaire qui inspire nombre de ses œuvres.

## Œuvres

### Musique de chambre
- Sextet pour clarinette et cordes (1957)
- Quintette à vent (1962)
- Sonatine pour basson et piano (1983)
- Cinco danzas breves, pour quatuor de saxophones (1998)

### Musique vocale
- "Santa María de Iquique", cantate populaire (1969)
- "Canto para una semilla", cantate populaire (1972)
- "Los Tres Tiempos de America", (1988)
- "Elegía" de Violeta Parra (1973)